# Gabriel von Bömeln

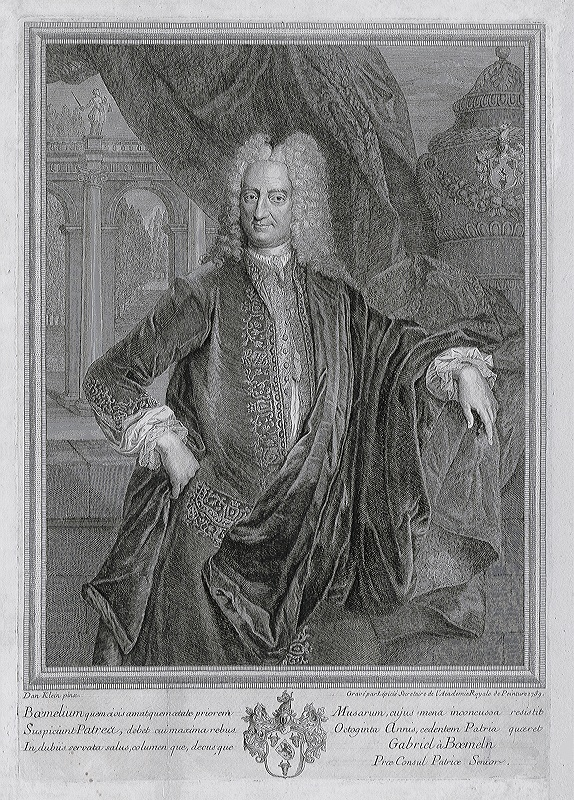
Gabriel von Bömeln

Gabriel von Bömeln (* 22. Juli 1658 in Danzig; † 25. März 1740 ebenda) war Bürgermeister von Danzig.

## Leben
Gabriel von Bömeln war Sohn des Danziger Bürgermeisters Georg von Bömeln und dessen Frau Justina Gabriel, verwitwete Sielmann. Im Sommersemester 1672 begann er sein juristisches Studium an der Universität Königsberg. Nach Abschluss reiste er nach Posen, um Polnisch zu lernen. 1683 begab er sich an den polnischen Hof in Warschau, um die dortigen politischen Verhältnisse zu studieren. Anschließend trat er in die Danziger Verwaltung ein. 1692 war er in Danzig als Schöffe, 1700 als Ratsherr und von 1708 bis 1740 als Bürgermeister tätig.
1700 war Gabriel von Bömeln Wortführer einer Gesandtschaft, die Ludwig XIV. versöhnen sollte, da dieser aufgrund der verneinenden Haltung Danzigs gegenüber der Bewerbung des Prinzen Conti um den polnischen Thron der Stadt ablehnend gegenüberstand. Drei Jahre später verhandelte von Bömeln erfolgreich mit dem schwedischen General Magnus Stenbock, der gegen Danzig heranrückte. 1705 befriedete er die englischen Verhandlungen mit Danzig über die Gerechtsame der englischen Kaufleute in Danzig. Im Alter von 76 Jahren leitete er 1734 die Verteidigung Danzigs gegen russische und sächsische Truppen im Streit um die Königswahl des Stanislaus I. Leszczyński.
Er war verheiratet mit Agathe Schröder, Tochter des Simon Schröder († 1675), Schöppen in der Danziger Altstadt,
mit der er vier Kinder hatte:
1. Georg Simon (* 11. Juni 1688 Danzig; † 20. März 1755 Danzig), ab 1741 Stadtrat in Danzig, verheiratet ab 1714 mit Anna Elisabeth, Tochter des Danziger Bürgermeisters und Burggrafen Karl Ernst Bauer (1665–1719), Angehöriger des Adelsgeschlechts Bauer,[3] der 1708 in Danzig eine Familiengruft kaufte.[4]
2. Agatha Justina († 28. Dezember 1755 im 64. Lebensjahr, beigesetzt 22. Januar 1756 in der Ober-Pfarrkirche St. Marien zu Danzig als die Letzte derer von Bömeln, kinderlos), heiratete I. Johann von Sinclair, großbritannischer Generalmajor und Oberkommandant der Danziger Miliz († 1731), heiratete II. 1733 Graf Constantin von Unruh (polnisch Konstanty Unrug; 1696–1763), polnisch-kursächsischer Geheimer Rat, Jägermeister,[5] Kammerherr und General-Commissarius bei der Stadt Danzig[6]
3. Concordia Renata, heiratete Johann Ernst von Wallenrodt. Zusammen Schwiegereltern des preußischen Ministers und Oberburggrafen, zu Königsberg, Jakob Friedrich von Rohd.
4. Constantia Benigna (1700–1749), heiratete 1728 Jean de Freneuse, 1731–1736 Oberst des kursächsischen Dragonerregiments „Prinz von Polen“[7] (unter dem Kommando des künftigen polnischen Königs August III)